# Strada statale 626 dir Licata-Braemi
La strada statale 626 dir Licata-Braemi (SS 626 dir), già nuova strada ANAS 79 Licata-Braemi (NSA 79), è una strada statale della Sicilia. Realizzata a partire dalla seconda metà degli anni settanta e non ancora completata. L'arteria è stata concepita come una strada "a scorrimento veloce" che collega Licata all'entroterra e all'autostrada Palermo-Catania.
La tratta attualmente in esercizio è lunga poco meno di 28 km. Ha origine sulla strada statale 123 di Licata, nei pressi di Licata, e termina all'incrocio con la strada statale 190 delle Solfare, tra Riesi e Sommatino.
Il tratto compreso tra la Contrada Cipolla e la SS626 (tratto che completerebbe la diramazione), non è ancora stato completato.

## Storia
La strada è stata gradualmente aperta al traffico a partire dal 1987 ed è attualmente in esercizio fino all'intersezione provvisoria con la strada statale 190 delle Solfare, a metà strada tra Sommatino e Riesi nei pressi della miniera Trabia Tallarita. I restanti 11 km sono stati parzialmente costruiti in periodi diversi, ma i lavori sono stati abbandonati nel corso degli anni novanta. Si possono notare tra l'altro alcuni viadotti già completati, la galleria Cipolla posta nell'omonima contrada (tristemente nota per la storia dell'utilizzo di calcestruzzo impoverito e forse da rifare) e un abbozzo di svincolo con la SS 626.
La tratta in esercizio ha sempre esposto in segnaletica la simbologia SS 626 dir, seppure nella documentazione ANAS tale tratta sia stata classificata provvisoriamente nuova strada ANAS 79 Licata-Braemi (NSA 79) fino al 2012 quando è avvenuta la definitiva classificazione.
Il 7 luglio 2014 un crollo ha interessato l'arteria all'altezza del viadotto Petrulla, del quale ha ceduto una campata. L'evento ha coinvolto due automobili e causato quattro feriti. A seguito del crollo, è stata disposta la chiusura di circa 9 km della SS 626 dir, e pertanto si è reso necessario il ripristino della strada statale 123 di Licata, il cui tracciato versava in stato di abbandono, per garantire un collegamento alternativo. I lavori di ricostruzione della campata crollata, per un importo di oltre 1,6 milioni di euro, sono stati appaltati il 12 novembre 2015 e consegnati all'impresa il 12 febbraio 2016. La strada è stata riaperta il 6 marzo 2018.

## Descrizione
Quando sarà completata, la statale rappresenterà un asse di collegamento tra la A19 Palermo-Catania ed il porto di Licata attraverso la SS 626, dalla quale si diramerà all'altezza del torrente Braemi. Tuttavia l'ultimo tratto, che l'avrebbe collegata con la SS 626, non è stato ancora completato. Una delle alternative per gli utenti che volessero raggiungere Licata provenendo dalla A19 resta quella di percorrere la SS 626 fino al termine, per poi imboccare la SS 115.
L'arteria rappresenta anche l'alternativa all'itinerario della tortuosa SS 123 Canicattì-Licata nel tratto tra Campobello di Licata e Licata. Percorrendo la SS 123 da Canicattì fino a Campobello e la strada statale 644 di Ravanusa ci si ricongiunge con la SS 626 dir all'altezza di Ravanusa per potere da quel punto proseguire verso Licata con un tragitto diretto e scorrevole.
La SS 626 dir è concepita come asse stradale con svincoli provvisti di apposite rampe e priva di incroci a raso, per permettere una velocità di esercizio pari a 90 km/h tranne in alcune progressive dove il limite è abbassato a 70 km/h. Le pendenze eccessive, che la conformazione orografica del territorio composto da colline di media altezza e valli scoscese presenta, sono risolte grazie alla realizzazione di complessi e talvolta lunghissimi viadotti in cemento armato precompresso (così come era consueto nel periodo di costruzione della strada, come si rileva in altre strade siciliane dell'epoca tra cui il viadotto Cannatello o il viadotto Morello sulla A19).
Degno di nota è l'imponente viadotto Lauricella (in onore del siciliano Salvatore Lauricella divenuto ministro dei lavori pubblici nel 1970) che inizia a circa 8 km dall'imbocco della SS 626 dir da Licata. Con i suoi 2369 m di lunghezza e la sua forma semicircolare rappresenta uno dei viadotti dall'impatto visivo e ambientale più importanti di tutta la Sicilia meridionale. Il viadotto ad altezza variabile arriva nel punto più alto a circa 60 m di altezza dal suolo consentendo di cambiare quota molto rapidamente e senza tornanti: si passa approssimativamente dal livello del mare della piana di Licata fino all'interno collinare verso Ravanusa posto ad una quota ben più elevata.

### Tabella percorso
| Licata-Braemi |                                                    |      |           |
| Tipo          | Indicazione                                        | km   | Provincia |
|               | di Licata                                          | 0,0  | AG        |
|               | per Campobello di Licata                           | 8,9  | AG        |
|               | Zona industriale di Ravanusa                       | 10,8 | AG        |
|               | Ravanusa                                           | 16,5 | AG        |
|               | di Ravanusa                                        | 18,7 | AG        |
|               | di Campobello di Licata                            | 23,9 | CL        |
|               | delle Solfare/Sommatino (Fine tratta in esercizio) | 27,8 | CL        |
|               | della Valle del Salso (in costruzione)             | 38,5 | EN        |